# Frontoserolis aestimabilis
Frontoserolis aestimabilis är en kräftdjursart som först beskrevs av Brandt 1988.  Frontoserolis aestimabilis ingår i släktet Frontoserolis och familjen Serolidae. Inga underarter finns listade i Catalogue of Life.